# 選考
| ウィキペディアには「選考」という見出しの百科事典記事はありません（タイトルに「選考」を含むページの一覧/「選考」で始まるページの一覧）。 代わりにウィクショナリーのページ「選考」が役に立つかもしれません。 |